# Armando da Cunha Narciso
Armando da Cunha Narciso (Urzelina, 4 de maio de 1890 — Lisboa, 4 de janeiro de 1948) foi um médico hidrologista, investigador e escritor. Defensor do regionalismo açoriano foi o principal promotor do Primeiro Congresso Açoriano. Foi um dos maiores peritos em termalismo da sua época, defendendo a criação da disciplina de hidrologia médica nos cursos de Medicina e o estudo sistemático, utilizando os métodos de investigação científica, dos efeitos das águas termais sobre a saúde, matéria sobre a qual publicou uma vastas obra.

## Biografia
Armando Narciso nasceu na freguesia da Urzelina, concelho das Velas da ilha de São Jorge. 
Depois de cursar o ensino secundário no Liceu de Ponta Delgada, matriculou-se na Faculdade de Medicina de Coimbra da Universidade de Coimbra, onde se formou em 1917. Naquela mesma escola obteve em 1919 o grau de doutor em Medicina Medicina Sanitária e Hidrologia, em 1919, especializando-se posteriormente em Medicina Interna.
Fixou-se em Lisboa onde abriu consultório, granjeando grande prestígio e uma seleta clientela. Foi também professor do Instituto de Hidrologia e Climatologia e assistente na Faculdade de Medicina de Lisboa e médico do Hospital Universitário de Santa Marta.
Para além da sua clínica privada e da docência, exerceu diversas funções públicas, entre as quais Delegado de Saúde em Lisboa e inspetor-médico da Inspecção das Águas Medicinais.
Empreendeu o estudo científico e a divulgação das aplicações sanitárias das águas termais, campo em que foi pioneiro e alcançou prestígio internacional. Foi também um dos pioneiros da promoção do turismo em Portugal.
Fundou e dirigiu a revista Clínica, Higiene e Hidrologia (1935), tendo publicado cerca de 150 artigos sobre medicina, hidrologia, climatologia e turismo, alguns dos quais foram considerados notáveis comunicações científicas. 
Para além dos seus trabalhos na área médica, dedicou-se ao estudo das questões açorianas, sendo em Lisboa uma das personalidade mais influentes no campo dito regionalista, a designação adoptada pelo Estado Novo para acomodar os antigos autonomistas, em particular os pertencentes ao campo mais conservador do Segundo Movimento Autonomista Açoriano. Foi presidente da direção do Grémio dos Açores, em Lisboa, sendo nessas funções o principal promotor do Primeiro Congresso Açoriano, que reuniu em Lisboa de 8 a 15 de maio de 1938.
Para além de ter organizado um volume de comunicações referente ao Congresso Açoriano, publicou vários trabalhos sobre o folclore e a paisagem dos Açores, entre os quais se destaca a obra de prosa lírica Terra Açoriana (1932), precursora das Ilhas Desconhecidas de Raul Brandão.
Quando faleceu era uma das personalidades açorianas mais conhecidas do tempo, tendo sido objeto de homenagens várias. Em 5 de outubro de 1931, foi agraciado com o grau de oficial da Ordem da Instrução Pública. Também foi condecorada com a Ordem de Benemerência e com a Legião de Honra. 
Na casa onde nasceu, hoje propriedade da Santa Casa da Misericórdia das Velas, existe uma lápide em sua memória. A cidade de Ponta Delgada lembra-o na sua toponímia.

## Obras publicadas
Armando Narciso deixou uma vasta obra dispersa por múltiplos periódicos, em especial revistas especializadas na área médica e nas área da hidrologia e da climatologia. A lista que se segue é muito incompleta:
- (1930) - Les eaux et les stations thermales in Le Portugal Hydrologique et Climatique : première partie : climatologie et hydrologie, Lisboa: Direcção Geral das Minas e Serviços Geológicos e Instituto de Hidrologia e de Climatologia de Lisboa, 1930-1931. - Vol. 1, p. 139-176 (em colaboração com Luís Cardoso de Oliveira Luzes).
- (1930) - Climat et stations climatiques. In: Le Portugal Hydrologique et Climatique: première partie : climatologie et hydrologie / collaboration de António Torres... [et al.] ; préface Roldan y Pego. - Lisbonne : Direction Générale des Mines et Services Géologiques et Institut d'Hydrologie et de Climatologie de Lisbonne, 1930-1931. - Vol. 1, p. 31-74 (Contém fotografias, mapas e tabelas).
- (1932) - Terra Açoriana. Monografia romântica. Lisboa, Paulo Guedes (obra de prosa lírica sobre os Açores).
- (1934) - Elementos de terapêutica termal.  Lisboa: -- Imp. Libanio da Silva.
- (1935) - O clima e as termas de Portugal na indústria do turismo. Lisboa: [s.n.], 1935.
- (1937) - Estâncias climáticas e terminais de Portugal. In: O Mundo Português. - Vol. 4, nº 41-42-43 (1937), p. 217-227.
- (1939) - Ensaio sobre a geografia humana dos Açores (comunicação ao Primeiro Congresso Açoriano). Coimbra: Tip. Bazarro.
- (1944) - As nossas províncias climáticas (em colaboração com Gomes dos Santos). Lisboa: Médica, 1944. - 8 p.
- (1946) - Possibilidades geográficas de turismo no arquipélago dos Açores. Boletim da Sociedade de Geografia de Lisboa, (64.ª série), 3 e 4.
- (1946) - Termas de Portugal. In: Panorama. - n.º 21 (1944), p. 66-76.
- (1946) - Lenda da Atlântida. In Açores. Descobrimento – História. Aspectos geográficos do arquipélago. Alma açoriana. Guia de Portugal Artístico, vol. XIII: 7-10.
- (1947) - Clínica hidrológica e organização termal. In: 1.º Congresso Luso-Espanhol de Hidrologia : actas, alocuções, comunicações. Comissão Organizadora: Luiz de Menezes Corrêa Acciaiuoli... [et al.]. - Lisboa : Ministério da Economia, 1947. - p. 353-393. Separata: Lisboa: Instituto de Hidrologia, 1947.
- (1948) - O mar dos Açores. In Açores. Descobrimento – História. Aspectos geográficos do arquipélago. Alma açoriana. Guia de Portugal Artístico, vol. XIII: 71-76.